# Petra Martić
Petra Martić (Split, 19 de enero de 1991) es una tenista profesional croata. Su mejor posición ha sido el 14° lugar, alcanzado en enero de 2020.

## Títulos WTA (2; 2+0)

### Individual (2)
| Leyenda                                |
| -------------------------------------- |
| Grand Slam (0)                         |
| Juegos Olímpicos (0)                   |
| WTA Finals (0)                         |
| P. Mandatory & Premier 5, WTA 1000 (0) |
| Premier, WTA 500 (0)                   |
| International, WTA 250 (2)             |

| N.º | Fecha               | Torneos  | Superficie    | Oponente en la final | Resultado     |
| --- | ------------------- | -------- | ------------- | -------------------- | ------------- |
| 1.  | 28 de abril de 2019 | Estambul | Tierra batida | Markéta Vondroušová  | 1-6, 6-4, 6-1 |
| 2.  | 17 de julio de 2022 | Lausana  | Tierra batida | Olga Danilović       | 6-4, 6-2      |

#### Finalista (4)
| N.º | Fecha                    | Torneos      | Superficie    | Oponente en la final | Resultado           |
| --- | ------------------------ | ------------ | ------------- | -------------------- | ------------------- |
| 1.  | 4 de marzo de 2012       | Kuala Lumpur | Dura          | Su-Wei Hsieh         | 6-2, 5-7, 1-4, ret. |
| 2.  | 22 de julio de 2018      | Bucarest     | Tierra batida | Anastasija Sevastova | 6-7(4), 2-6         |
| 3.  | 15 de septiembre de 2019 | Zhengzhou    | Dura          | Karolína Plíšková    | 3-6, 2-6            |
| 4.  | 12 de febrero de 2023    | Linz         | Dura (i)      | Anastasia Potapova   | 3-6, 1-6            |

### Dobles (0)
| Leyenda                                |
| -------------------------------------- |
| Grand Slam (0)                         |
| Juegos Olímpicos (0)                   |
| WTA Finals (0)                         |
| P. Mandatory & Premier 5, WTA 1000 (0) |
| Premier, WTA 500 (0)                   |
| International, WTA 250 (0)             |

#### Finalista (4)
| N.º | Fecha                 | Torneos     | Superficie    | Pareja              | Oponentes en la final       | Resultado           |
| --- | --------------------- | ----------- | ------------- | ------------------- | --------------------------- | ------------------- |
| 1.  | 12 de febrero de 2012 | París       | Dura (i)      | Anna-Lena Grönefeld | Liezel Huber Lisa Raymond   | 6-7(3), 1-6         |
| 2.  | 17 de junio de 2012   | Bad Gastein | Tierra batida | Anna-Lena Grönefeld | Jill Craybas Julia Görges   | 7-6(4), 4-6, [9-11] |
| 3.  | 28 de abril de 2013   | Marrakesh   | Tierra batida | Kristina Mladenovic | Tímea Babos Mandy Minella   | 3-6, 1-6            |
| 4.  | 6 de marzo de 2016    | Monterrey   | Dura          | María Sánchez       | Anabel Medina Arantxa Parra | 6-4, 5-7, [7-10]    |

## Títulos WTA125s (1; 0+1)

### Dobles (1)
| N.º | Fecha              | Torneo | Superficie    | Pareja      | Oponentes en la final   | Resultado |
| --- | ------------------ | ------ | ------------- | ----------- | ----------------------- | --------- |
| 1.  | 5 de junio de 2016 | Bol    | Tierra batida | Xenia Knoll | Raluca Olaru İpek Soylu | 6-3, 6-2  |

## Títulos ITF (9; 4+5)
| Leyenda: Antes de 2016 | Leyenda: A partir de 2017 |
| ---------------------- | ------------------------- |
| Torneos de $100,000    |                           |
| Torneos de $75,000     | Torneos de $80,000        |
| Torneos de $50,000     | Torneos de $60,000        |
| Torneos de $25,000     |                           |
| Torneos de $15,000     | Torneos de $15,000        |
| Torneos de $10,000     | -                         |

### Individual (4)
| N.º | Fecha                    | Torneo                  | Superficie    | Oponentes              | Resultado     |
| --- | ------------------------ | ----------------------- | ------------- | ---------------------- | ------------- |
| 1.  | 13 de julio de 2008      | Zagreb, Croacia         | Tierra batida | Yvonne Meusburger      | 6-2, 2-6, 6-2 |
| 2.  | 13 de septiembre de 2009 | Biella, Italia          | Tierra batida | Sharon Fichman         | 7-5, 6-4      |
| 3.  | 3 de junio de 2013       | Nottingham, Reino Unido | Césped        | Karolína Plíšková      | 6-3, 6-3      |
| 4.  | 9 de abril de 2017       | Pula Italia             | Tierra batida | Kathinka von Deichmann | 6-4, 7-5      |

#### Finalista (2)
| N.º | Fecha                  | Torneo                         | Superficie | Oponentes            | Resultado |
| --- | ---------------------- | ------------------------------ | ---------- | -------------------- | --------- |
| 1.  | 14 de octubre de 2007  | Jersey, Reino Unido            | Dura       | Sabine Lisicki       | 3-6, 4-6  |
| 2.  | 9 de noviembre de 2014 | Captiva Island, Estados Unidos | Dura       | Edina Gallovits-Hall | 2-6 2-6   |

### Dobles (5)
| N.º | Fecha                   | Torneos                       | Superficie    | Pareja              | Oponentes                              | Resultado           |
| --- | ----------------------- | ----------------------------- | ------------- | ------------------- | -------------------------------------- | ------------------- |
| 1.  | 10 de mayo de 2009      | Zagreb, Croacia               | Tierra batida | Ajla Tomljanović    | Ksenia Milevskaya Anastasia Pivovarova | 6-3, 6-7(4), [10-5] |
| 2.  | 17 de diciembre de 2010 | Dubái, Emiratos Árabes Unidos | Dura          | Julia Görges        | Sania Mirza Vladimíra Uhlířová         | 6-4, 7-6(7)         |
| 3.  | 8 de mayo de 2011       | Cagnes-sur-Mer, Francia       | Tierra batida | Anna-Lena Grönefeld | Darija Jurak Renata Voráčová           | 1-6, 6-2, 6-4       |
| 4.  | 19 de octubre de 2014   | Tampico, México               | Dura          | María Sánchez       | Valeria Savinykh Kateryna Bondarenko   | 3-6, 6-3, [10-2]    |
| 5.  | 8 de febrero de 2015    | Burnie, Australia             | Hard          | Irina Falconi       | Han Xinyun Junri Namigata              | 6-2, 6-4            |

#### Finalista (2)
| N.º | Fecha                    | Torneos         | Superficie    | Pareja           | Oponentes                        | Resultado   |
| --- | ------------------------ | --------------- | ------------- | ---------------- | -------------------------------- | ----------- |
| 1.  | 18 de septiembre de 2009 | Sofia, Bulgaria | Tierra batida | Polona Hercog    | Timea Bacsinszky Tathiana Garbin | 2-6, 6-7(4) |
| 2.  | 3 de octubre de 2010     | Athens, Grecia  | Dura          | Eleni Daniilidou | Vitalia Diachenko İpek Şenoğlu   | w/o         |